# Estado dual
O estado dual é um modelo no qual o funcionamento de um estado é dividido em um estado normativo, que opera de acordo com regras e regulamentos definidos, e um estado de prerrogativas, "que exerce arbitrariedade e violência ilimitadas, sem controle de quaisquer garantias legais". Foi inventado por Ernst Fraenkel para descrever o funcionamento do estado nazista, especialmente a lei na Alemanha nazista, e descrito em seu livro O Estado Dual — Uma Contribuição à Teoria da Ditadura.
Embora originalmente fosse concebido como uma análise de estados autoritários, alguns elementos do estado de prerrogativas estão presentes em democracias. O modelo também foi aplicado a outros estados, como Israel, Estados Unidos, África do Sul, Itália Fascista, China e Rússia do século XXI, bem como o Líbano.